# Caroline Miller
Caroline Pafford Miller (26 de agosto de 1903-12 de julio de 1992) fue una escritora estadounidense.
Ganó el Premio Pulitzer en 1934 por su primera novela, Cordero en su seno, sobre su estado natal de Georgia. Además del Pulitzer, la novela ganó el Prix Femina francés en 1934 y se convirtió en un best-seller inmediatamente. 
Miller nació y se crio en Waycross, Georgia, y se mudó a Baxley a finales de la década de los años 20. Nunca acudió a la universidad. Después de graduarse en el instituto, se casó con William D. Miller, que era profesor de inglés y quien se convertiría finalmente en superintendente de las escuelas del área de Baxley. La pareja tuvo tres hijos, dos de los cuales fueron gemelos.
Miller reunió la mayoría del material para Cordero en su seno mientras estaba comprando gallinas y huevos a diez millas en una región apartada. Ella decía en la novela, "Casi cada incidente en Cordero en su seno ocurrió de verdad. Algunos de ellos se los escuché a mis tíos y tías, otros a mi madre. Conseguí la mayor parte del color local de por aquí, pero los hechos de historia familiar y de historia de otras familias. Apenas podría decir dónde terminó el hecho y empezó la fantasía."
Falleció en Waynesville, North Carolina.

## Obras
- Cordero en su seno (Harper & Brothers, 1933)
- Líbano (Doubleday, Doran and Company, 1944)